# 孟尧区
孟尧区，又作勐约区、勐尧区，是缅甸联邦第一特区木邦县下辖的一个区。

## 行政区划
孟尧区下辖以下等乡镇：
- 勐约镇[2]
- 孟尧乡[3]
- 勐阳乡[4]